# Éclaires

Éclaires este o comună în departamentul Marne, Franța. În 2009 avea o populație de 93 de locuitori.